# Kathinka Evers
Kathinka Evers (Suècia, 1960) és investigadora del Centre for Research Ethics & Bioethics de la Universitat d'Uppsala. Experta en neuroètica, s'ha centrat especialment en qüestions relacionades amb l'ètica dels biobancs –els sistemes d'emmagatzemament, conservació i anàlisi de mostres biològiques.
Doctora en Filosofia per la Universitat de Lund (Suècia), ha estat investigadora i professora invitada en diversos centres internacionals, com ara el Balliol College (Universitat d'Oxford, Regne Unit), la Universitat de Tasmània (Austràlia) o l'École Normale Supérieure i el Collège de France a París (França). Entre el 1997 i el 2002 va ser directora executiva de l'Standing Committee on Responsibility and Ethics in Science (SCRES), pertanyent al Consell Internacional per a la Ciència (ICSU).
És autora de Neuroética. Cuando la materia se despierta (Katz editores, 2011).